# مردمان فولانی
|                                  |  |  |
| یک زن و مرد فولانی از غرب آفریقا |  |  |

مردمان فولانی یا مردمان فولا یا مردمان فولایی (به زبان فولانی: Fulɓe، به زبان ولوف: Pël، به زبان بامبارایی: Fulaw) در مجموع با جمعیتی در حدود ۲۰ تا ۲۵ میلیون تن یکی از بزرگ‌ترین گروه‌های قومی مذهبی مسلمان در ساحل صحرا و آفریقای غربی اند. به صورت سنتی گفته می‌شود ریشهٔ مردمان فولانی به شمال آفریقا و خاورمیانه بازمی‌گردد. نقطهٔ مشترک این مردمان، زبان فولانی، فرهنگ، تاریخ، مذهب شان و تلاششان در گسترش اسلام در ساحل و آفریقای غربی است.
نزدیک به یک‌سوم مردمان فولانی، مانند عشایر زندگی می‌کنند. به این ترتیب، آن‌ها یک گروه قومیتی با بالاترین درصد عشایرند.
بسیاری از رهبران غرب آفریقا از تبار فولانی هستند، از جمله رئیس‌جمهور نیجریه، محمد بوهاری. رئیس‌جمهور سنگال، مکی سال؛ رئیس‌جمهور گامبیا، آداما بارو؛ رئیس‌جمهور گینه بیسائو، اومارو سیسوکو امبالو؛ معاون رئیس‌جمهور سیرالئون، محمد جولده جالو؛ و بوبو سیسه، نخست‌وزیر مالی. آنها همچنین در موسسات بین‌المللی مهمی مانند معاون دبیرکل سازمان ملل متحد، آمینه جی محمد، پست‌هایی دارند. تیجانی محمدبنده، هفتاد و چهارمین رئیس مجمع عمومی سازمان ملل متحد؛ و محمد سانوسی بارکیندو، دبیرکل اوپک هم فولانی هستند.